# Bibliofilie

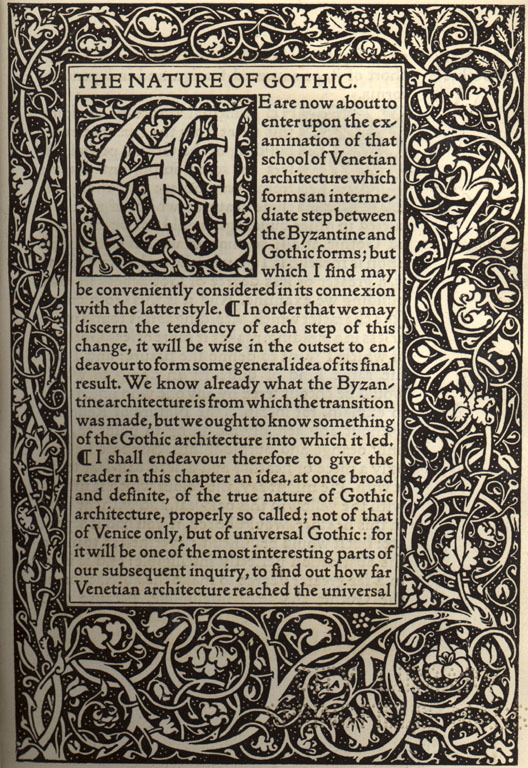
Typografie W. Morrise

Bibliofilie nebo bibliofilství (z řec. biblos, kniha a filia, láska, náklonnost), česky knihomilství, tedy láska ke knihám. Myslí se tím láska ke krásným knihám a tiskům (starým i novým), tedy takovým, které lze charakterizovat jednotou textu, obrazu, grafické úpravy a typografie, papíru, příp. vazby. I tyto krásné knihy se nazývají bibliofilie. Jsou předmětem sběratelství a některé jsou vzácné.
Bibliofilie jsou vydávány zpravidla v malém nákladu a vždy se zvláštním zřetelem k úpravě – ke grafické úpravě včetně typografie, k výtvarnému doprovodu textu, často řešenému originálními grafickými technikami a ke kvalitnímu papíru. Jednotlivé tisky bývají číslovány a část nákladu bývá podepsána autory grafické úpravy, grafik, textu aj.

## Historie
O soukromém sběratelství knih se mluví už ve starověku, středověcí panovníci zakládali knihovny a dávali knihy opisovat. Jinou povahu dostalo sbírání knih (sběratelský obor) s vynálezem knihtisku, když knihy přestaly být unikáty a první tiskaři se zároveň snažili soutěžit s rukopisy. Jiným směrem se koncem 15. století vydali italští tiskaři v Benátkách (např. Aldus Manutius), kteří vytvořili nová krásná písma, takže se jejich knihy už rukopisům nepodobaly. Ve vydávání krásných knih pokračovali i barokní tiskaři vedle běžných tisků pro širší potřebu. Masové vydávání knih v 19. století, umožněné strojní výrobou papíru a tiskařskými stroji, vedlo k jistému úpadku kvality knih. Proti tomu se postavil anglický spisovatel John Ruskin (1819–1900) a výtvarník a reformátor William Morris (1834–1896), zakladatel hnutí Arts and Crafts („umění a řemesla“), který se snažil o obnovu uměleckých řemesel a začal vydávat krásné knihy.

## Bibliofilská vydání
Ruskinovy a Morrisovy myšlenky se rychle prosadily a vydavatelé začali více pečovat i o výtvarnou stránku a dokonalé provedení knih. Zejména krásná literatura sice vycházela v levných vydáních, malá část nákladu se však tiskla na lepším papíře, případně s grafickou výzdobou. Vedle toho začaly vznikat edice bibliofilských knih – většinou básní a krátkých próz v malém nákladu a s originální grafickou výzdobou – určených předně pro sběratele.

### Česká bibliofilie
Za bibliofilie označují historici již středověké iluminované kodexy a za bibliofila např. krále Václav IV., který vlastnil významnou sbírku těchto kodexů.
První moderní českou bibliofilsky vydanou knihou je dekadentní básnická sbírka Arnošta Procházky Prostibolo duše. Na počátku roku 1895 ji ve dvou stech číslovaných výtiscích (z toho prvních 25 exemplářů na papíru holland s autografem spisovatelovým, 175 exemplářů na velinu) vydala Moderní revue v Praze. Kniha má 36 stran a formát 20 : 25 centimetrů.
Postupně začali takové knihy vydávat například František Topič, Jan Otto, Česká grafická unie a řada malých specializovaných nakladatelů: Josef Florian, Kamila Neumannová, Svatopluk Klír, Ladislav Kuncíř, Arno Sáňka, Atlantis a mnoho dalších. S tím souvisel i oživený zájem o typografii a písmo (Karel Dyrynk, Oldřich Menhart), o uměleckou knižní vazbu a drobnou grafiku (ex libris, novoročenky aj.). Z výtvarníků se na této činnosti podíleli například Vojtěch Preissig, Vratislav Hugo Brunner, Adolf Kašpar, Zdenka Braunerová, Jan Konůpek, Mario Stretti, Jaroslav Benda, Josef Richard Marek, Miloš Klicman, František Kobliha, Josef Váchal, Cyril Bouda, Ota Janeček, Vladimír Komárek a řada dalších.
Již roku 1908 byl v Praze založen Spolek českých bibliofilů; prvním předsedou byl v letech 1908–1912 František Táborský. Prvním výtiskem vydaným Spolkem bylo bibliofilské vydání Kšaftu umírající matky Jednoty bratrské Jana Amose Komenského ve výtvarné úpravě Adolfa Kašpara. Následovaly Slezské písně Petra Bezruče v úpravě Vojtěcha Preissiga. Činnost Spolku nebyla od jeho založení nikdy přerušena.

## Obraz bibliofilství v umění
- O bibliofilství a bibliofiliích mistrně pojednává Joris Karl Huysmans v románu „Naruby“ (À rebours, 1884) vydaném česky poprvé v roce 1905.[4]

## Poznámka
Vedle bibliofilie existuje také bibliománie, chorobná posedlost knihami. Opakem bibliofilie je bibliofobie, tj. patologický odpor vůči knihám, vyhýbání se knihám.